# Roland Májer
Roland Májer – węgierski zapaśnik walczący przeważnie w stylu klasycznym.
Zajął szóste miejsce w Pucharze Świata w 1994. Wicemistrz świata juniorów w 1994 roku.